# フィリピン総督領

フィリピン総督領
Capitanía General de Filipinas (スペイン語)
Kapitaniya Heneral ng Pilipinas (タガログ語)

国の標語: Plus Ultra（ラテン語）
更なる前進国歌: Marcha Real（スペイン語）
国王行進曲
フィリピン総督の支配領域

| 先代 | 次代                                                                      |
| --- | ------------------------------------------------------------------------- |
| 古代バランガイ トンド マニラ・ラージャ国 マディア連盟 ナマヤン カボロアン カインタ Ma-i タピタン王国 ブトゥアン王国 セブ・ラージャ国 ラナオスルタン連合国 マギンダナオ王国 スールー王国 | フィリピン第一共和国 ドイツ領ニューギニア アメリカ軍事政権 グアム海軍政府 |
1. 

フィリピン総督領 （フィリピンそうとくりょう、スペイン語: Capitanía General de Filipinas、スペイン語発音: [kapitaˈni.a xeneˈɾal de filiˈpinas] ( 音声ファイル) ）は、フィリピン総督によって統治された、スペイン帝国の東南アジアにおける行政地域である。総督領にはフィリピン諸島とカロリン諸島を含むスペイン領東インドが含まれていて、スペイン人の恒久的な入植とともに1565年に設立された。
数世紀の間、メキシコシティのヌエバ・エスパーニャが総督領の全ての政治的・経済的権限を持っていたが、1821年にメキシコが独立した後、全ての統治権がマドリードに移された。後に統治権はフィリピン独立革命によって独立した、短命に終わったフィリピン第一共和国によって継がれた。

## 歴史

### 初期の探検
太平洋を横断する長い航海の後、フェルディナンド・マゼランは1521年3月6日にグアム島に到着した。マクタン島の戦いの間に死ぬことになるフィリピンに進む前に、マゼランは残りの3隻の船をウマタック湾に停泊させた。マゼランの世界周航を生き延びたわずか18人の乗組員の1人であるアントニオ・ピガフェッタは、航海の詳細を全て記録した。
ミゲル・ロペス・デ・レガスピは1565年にウマタックに到着した。マニラを征服する前に、短期間でセブ、サマール島、マザウア、レイテ島、ボホールをスペイン帝国に取り込むことに成功し、グアム島がスペインのものであると主張した。
後の1569年6月5日、フィリピン諸島の王室財務担当者であるギド・デ・ラベサリスは、国王フェリペ2世に対し秋にセブ島へポルトガルの攻撃があったことを報告した。他の官吏であるアンドレス・デ・ミランダオラからの手紙（3日後の6月8日）もまた、このポルトガルとの会戦を簡潔に記した。他の攻撃の危険性があったため、レガスピはセブ島に置かれていたスペインの本拠地をパナイに移した。パナイには、スペインによって征服されたことはなかったが、協定、平和条約、相互同盟によって家臣とされた味方がいた。レガスピ自身、ヌエバ・エスパーニャ副王への報告（1569年7月1日）の中で、スペインの拠点をパナイへ移した理由を述べた。やがてパナイでルソン征服の計画が立てられ、1570年5月8日に実行された。レガスピの少佐であるマルティン・デ・ゴイティとフアン・デ・サルセードの2人は、ルソンの北部を征服した。
スペインは、1526年にアロンソ・デ・サラザールによって主張されたカロリン諸島、1543年にルイ・ロペス・デ・ビリャロボスによって主張されたパラオ、1543年にベルナルド・デ・ラ・トーレによって主張された小笠原群島、1545年にイニゴ・オルティス・デ・レテスによって主張されたニューギニア島、1568年にペドロ・サルミエント・デ・ガンボアによって主張されたソロモン諸島、1595年にアルバロ・デ・メンダーニャ・デ・ネイラによって主張されたマルケサス諸島、1606年にペドロ・フェルナンデス・デ・キロスによって主張されたニューヘブリディーズ諸島を含むいくつかの太平洋の島々の領有を16世紀に主張したが、18世紀まで本格的に永住を企てることはなかった。

### スペイン人の定住と総督領の形成
1574年、ヌエバ・エスパーニャに従属するものとしてフィリピン総督領が設立された。1584年には国王フェリペ2世によってフィリピンにアウディエンシアが設立され、国王はその長官（プレジデンテ）をフィリピン総督領の総督に任命した。総督領は、1565年から1595年の間は首都をセブに、1595年から1898年の間はマニラに置いた。
海外進出を進めた初期のブルボン朝時代に行われた広範囲にわたる政治改革の一環として、1784年7月17日、王令によってマニラでインテンデンシア制が導入された。これは政府の財政に関する問題に対処し、経済を促進するものであった。シリアコ・ゴンザレス・カルバハルはマニラのアウディエンシアの聴訴官（オイドール）に任命され、ラプラタ川で制定された1782年の市長の王立条例に従うように指示された。カルバハルは、イロコス、カラマリン、イロイロ、セブにおいてもっとインテンデンシア制を導入することを提案した。これらは1786年11月24日に建てられたが、後の1787年11月20日に王令によって廃止された。1ヶ月前の10月23日、マニラのインテンデンシアがフィリピン総督領に付属した。
1822年まで総督は全て文民が務めたが、それ以降は軍人が務めた。島の数が多く、また地区が広いので、19世紀後半には非常に多くの従属する地方政府と軍事集落が設立された。

## 政治制度

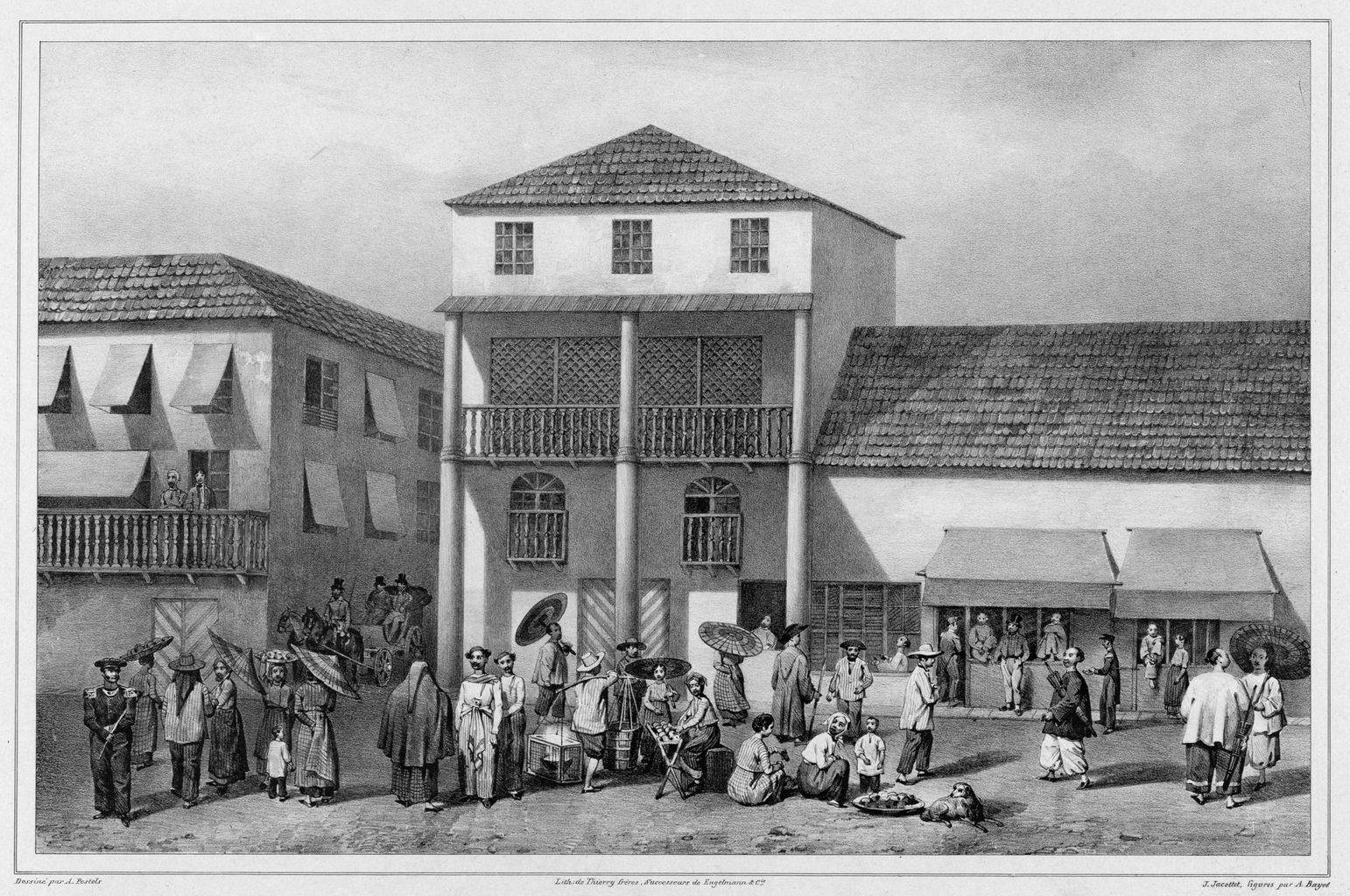
植民地時代のマニラ、1826年頃
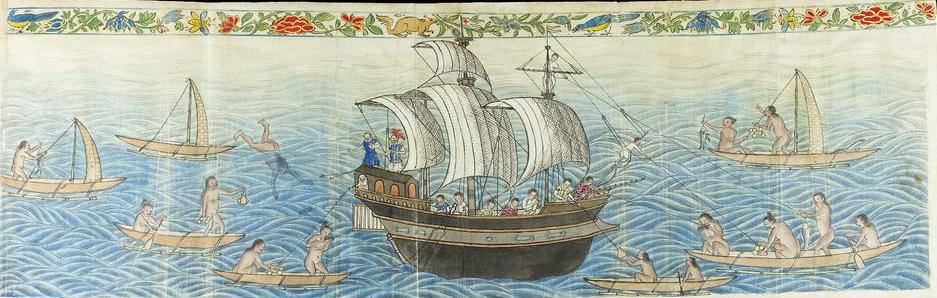
マリアナ諸島でのチャモロ人によるマニラ・ガレオンの出迎え、1590年頃、ボクサー写本
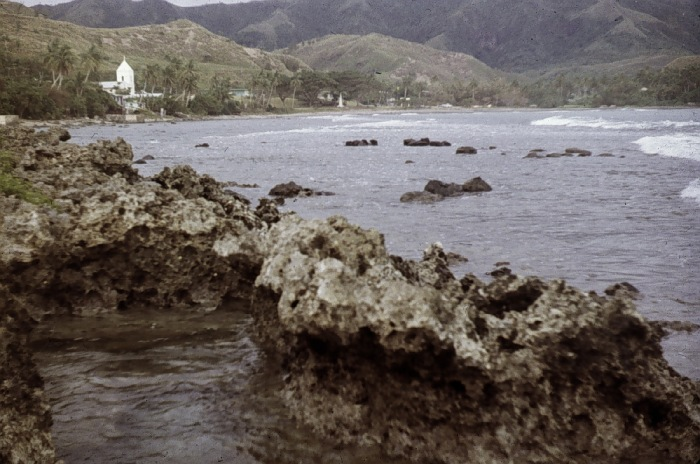
ウマタック湾のマゼラン到着地点

| 政府のレベル                                               | 長                                     | 説明 |
| ---------------------------------------------------------- | -------------------------------------- | --- |
| スペイン帝国                                               | スペイン君主                           | 市民的および信仰的当局（王のパトロンを通じて） |
| スペイン帝国                                               | インディアス枢機会議                   | - 6人から10人の任命された王立評議員で構成される - 国王の名前ですべてのスペイン植民地を統治、立法権を持つ - 植民地の控訴裁判所を務めた |
| ヌエバ・エスパーニャ副王領（1821年のメキシコ独立後に廃止） | ヌエバ・エスパーニャ副王               | 国王に代わってヌエバ・エスパーニャを統治した |
| マニラ中央政府                                             | 総督                                   | - 初め、執行権（統治者として）、立法権、司法権（アウディエンシアの総長として）、軍事権（総督として）、教会権（副パトロンとして）を行使した - 1821年または1875年までに、この職は総督となった - 国王の任命によるもので、1821年以前は評議会の助言と、おそらく副王の意見も考慮されていた。 - アウディエンシアによって均衡が保たれている                                     |
| マニラ中央政府                                             | マニラ大司教                           | - 島々の軍司教総代理として、陸軍と海軍に対して完全な信仰的権威を持っていた - 特にフィリピンの教会の統治と準備に関する問題について、総督に助言した - 司教が率いる島の属司教区の教会の知事 - 総督が任命しなかった場合は、高官または教区の職員を任命した |
| マニラ中央政府                                             | アウディエンシア                       | - 司法関係の最高機関として機能し、総督領を監督 - 当初は4人の判事（オイドール）、検事（フィスカル）、および執行官で構成され、さらに被告人の弁護人、先住民（ナトゥラレス）の擁護者、その他の下級官吏が付属していた。その後、オイドールとフィスカルの人数は増加した。 - 知事（市長）が亡くなり後継者が到着するまで、政府を担当した                                         |
| 地方政府                                                   |                                        | |
| プロビンシア（州）                                         | 属司教                                 | |
| プロビンシア（州）                                         | アルカルデ・マヨール (州に対して)      | - 州で執行権と裁判権を行使した - 貢納物を取り立てた - 19世紀半ばまで貿易を行う特権（indulto de comercio）を持ち、それは地元住民に対する多くの虐待を引き起こした - アルカルデ・マヨールがが貿易を行うことを制限する規定は存在しなかった |
| プロビンシア（州）                                         | コレヒドール (地区に対して)            | - 州が広い時、アルカルデ・マヨールはコレヒミエント(地方区)を管理するためにコレヒドールを設置した - 管理権と司法権を行使した |
| プロビンシア（州）                                         | 地方委員会 (1893–1898)                 | - 州議会がアルカルデ・マヨールを支えた - 検察官、財務管理官、会計官、聖職者、州医師および州内のカピタン・ムニシパルによって選ばれた首都の4人の有力者で構成された |
| プエブロ/ムニシピオ                                        | ゴベルナドルシーリョ（町長）           | - プエブロ（町）を統治し、他のプエブロの役人の補佐を受けていた - 初めその地位は地元の既婚男性とエリート男性に制限されていた - 1768年までに、その地位は選挙で選ばれるようになった。選出された人は誰でもエリートの地位を認められ、スペイン人によって古代のプリンキパリアである世襲のダトゥに与えられた政治権力を弱めた                                                    |
| プエブロ/ムニシピオ                                        | カピタン・ムニシパル (1893–1898)       | - マウラ法以前のゴベルナドルシーリョと同等なもの - トリビューナル・ムニシパルの長 - ムニシピオの住民によって選出された |
| プエブロ/ムニシピオ                                        | トリビューナル・ムニシパル (1893–1898) | Municipal council composed of the municipal captain, the chief lieutenant, the lieutenant of police, the lieutenant of fields and the lieutenant of livestock, all of which were elected by the residents of the municipio |
| バランガイ                                                 | バランガイ長                           | - 40〜50家族のバランガイを管理した - バランガイ内で貢納物を取り立てた - その地位はもともと植民地時代以前の地元のエリートの間で世襲されていた - その地位は1786年に選挙で選ばれるようになった; ゴベルナドルシーリョと他の長は名前を選び、総督に提示して特定のバランガイの地位の任命が行われた - 4年の業務の後、バランガイ長はゴベルナドルシーリョの官吏の選挙の資格を得た |

### 政治制度

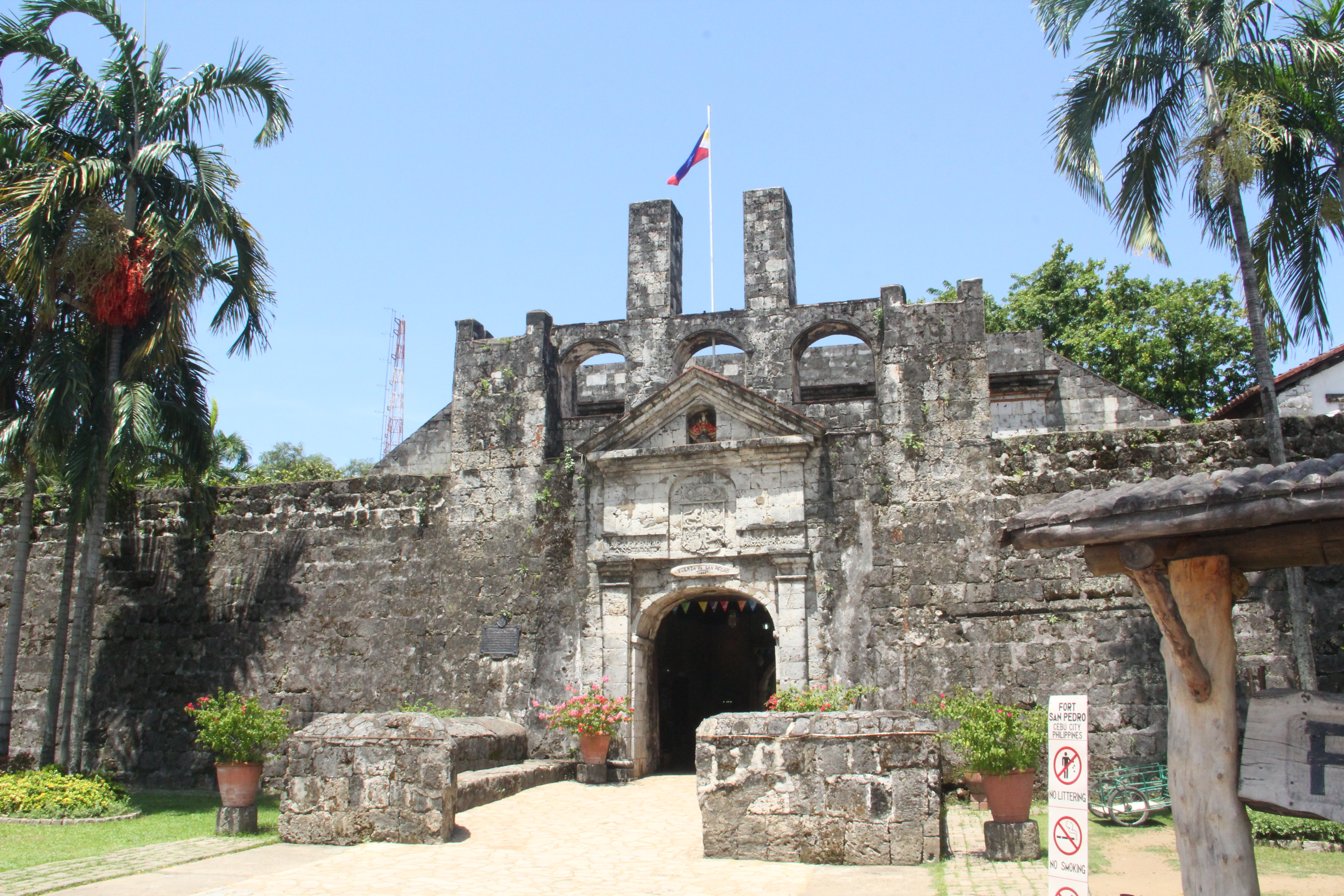
サン・ペドロ要塞は、海賊や他の植民者などの侵略者から島を守るために立てられたたくさんの要塞のうち、最初に建てられたものであった。

スペイン人は、型に従ってすぐに新しい植民地を組織した。最初の任務は、先住民族であるフィリピン人の居住地の削減または移転であった。征服時代に用いられた最も初期の政治制度はエンコミエンダ制であり、中世ヨーロッパの封建制度に似ていた。征服者、修道士、および先住民の貴族は、王への奉仕と引き換えに領地を与えられ、その住民から貢納物を回収する特権を与えられた。その見返りに、エンコメンデーロとして知られるエンコミエンダの信託を受けた個人は、住民、正義、統治に軍事的保護を提供する任務を負った。戦争時には、エンコメンデーロは、特にオランダ、イギリス、中国などの外部勢力の潜在的な侵略から植民地を完全に守るために、国王に兵士を提供する義務があった。エンコミエンダ制はエンコメンデーロによって乱用され、1700年までに、それぞれがアルカルデ・マヨール（州知事）が率いる行政区に取ってほとんど代わられた。スペインの都市の最も顕著な特徴は広場、フィエスタなど町の活動の中心的なエリアであり、政府の建物、教会、市場、その他のインフラストラクチャーが置かれていた。住宅地は広場の周りにあった。征服時代の間、植民地化の最初の任務は、先住民の減少、または広場周辺の集落への移住であった。

#### 国民政府

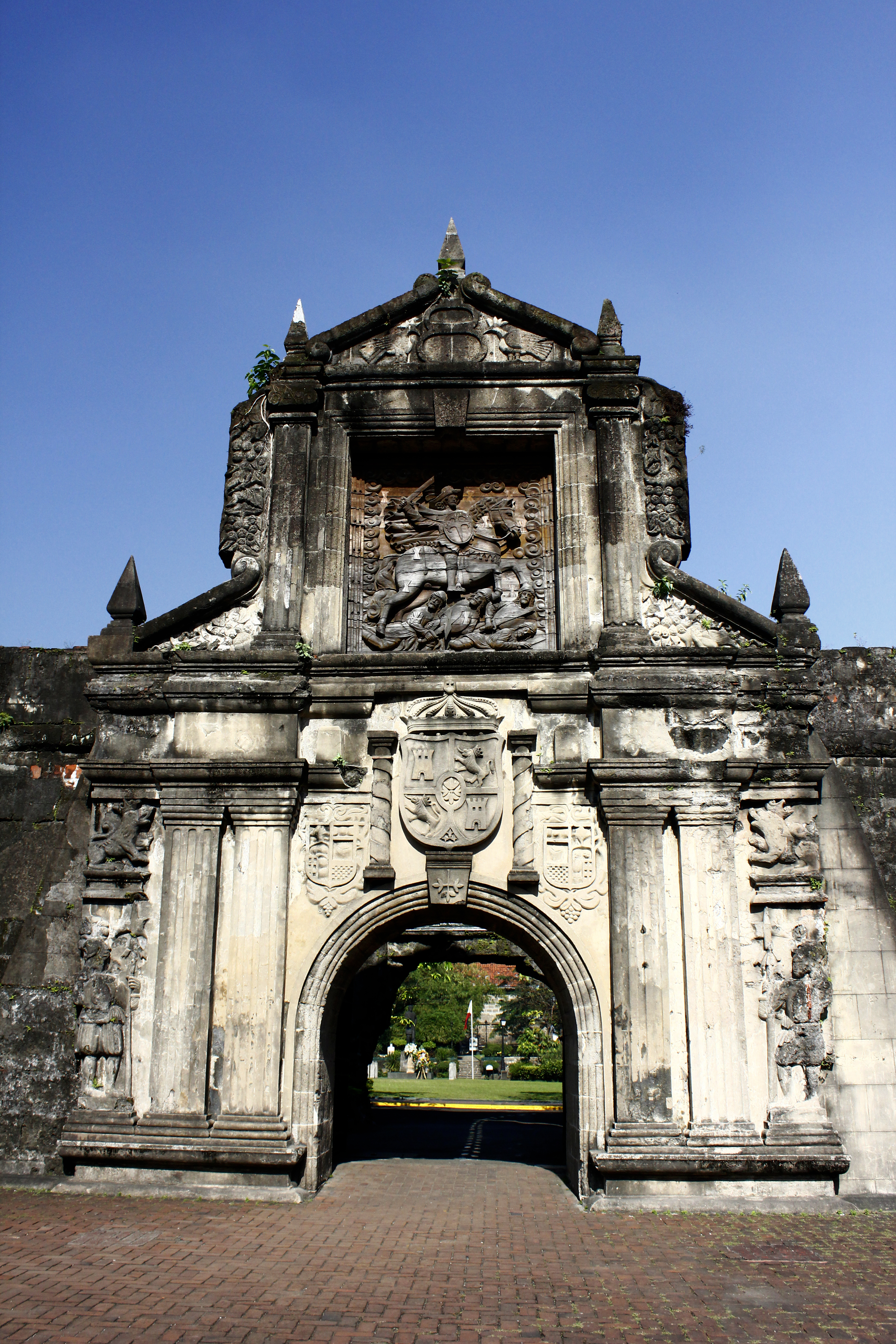
イントラムロスの一部、サンチャゴ要塞

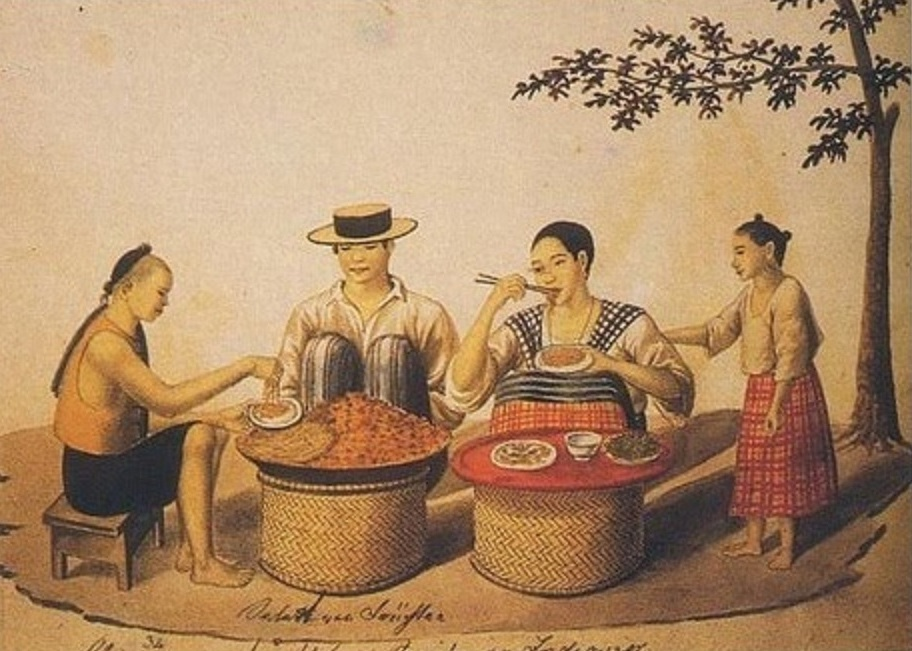
フィリピンの中国人定住者

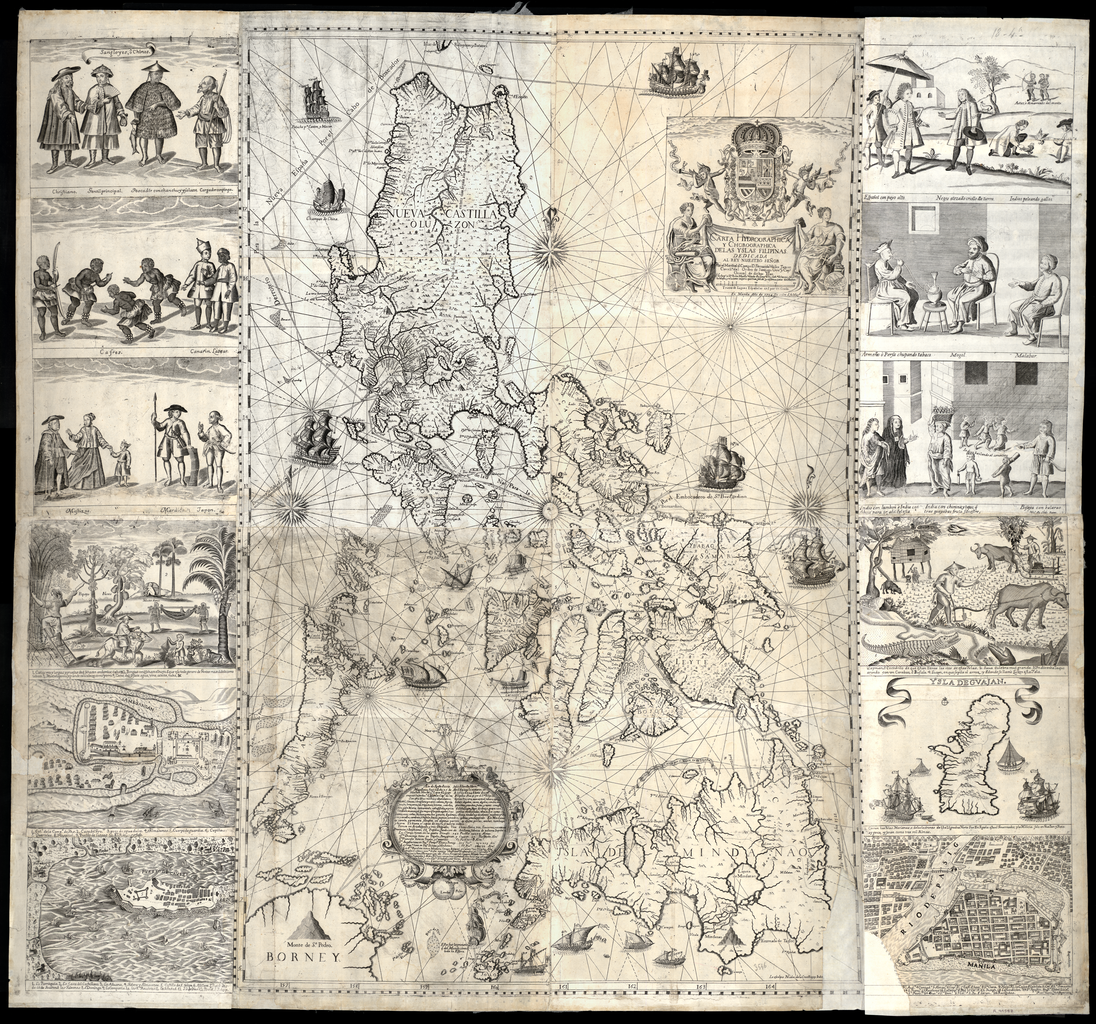
フィリピン諸島の水路図と地誌図 (1734年)

国家レベルあるいは社会階層では、スペイン国王は、インディアス枢機会議（Consejo de las Indias）を通じてフィリピン総督を統治した。イントラムロスを本拠地とする総督には、最高裁判所であるマニラ・アウディエンシアの長官、陸海軍の総司令官、国の経済計画立案者などの職務が与えられた。地方政府のすべての行政権は彼に由来し、王室の後援者として、宣教活動の監督や教会の人事を監督する権限もあった。年俸は40,000ペソであった。国王や女王へ植民地の忠誠心を確かにするために、総督は一般的にペニンスラール、つまりスペイン本国で生まれたスペイン人が務めた。

#### 州政府
地方レベルでは、平和な州（アルカルディア）を率いたのは州知事（アルカルデ・マヨール）であった。マリベレスやミンドロなどの平和でない軍事地帯（コレヒミエント）は、コレヒドールによって統率された。市参事会（アユンタミエント）もまたアルカルデ・マヨールに統率された。アルカルデ・マヨールとコレヒドールは裁判官、エンコミエンダ制の検査官、警察署長、貢納物の取り立て屋、州の提督、さらには副法務のパトロンとして複数の大権を行使した。彼らの年俸は、1847年以前は300ペソから2000ペソ、1847年以降は1500ペソから1600ペソの範囲で支給された。これは、すべての人々が取引することを余儀なくされた''indulto de commercio"の特権によって増強される可能性があった。アルカルデ・マヨールは通常インスラール（フィリピン生まれのスペイン人）であった。19世紀に、ペニンスラールはインシュラールに取って代わり始め、1872年の政情不安、特にカビテの反乱とゴンブルサの死刑執行を引き起こした。

#### 地方政府
The pueblo or town was headed by the ゴベルナドルシーリョ or little governor. Among his administrative duties were the preparation of the tribute list (padron), recruitment and distribution of men for draft labor, communal public work and military conscription (quinto), postal clerk and judge in minor civil suits. He intervened in all administrative cases pertaining to his town: lands, justice, finance and the municipal police. His annual salary, however, was only P24 but he was exempted from taxation. Any native or Chinese mestizo, 25 years old, proficient in oral or written Spanish and has been a cabeza de barangay of 4 years can be a gobernadorcillo.
スペイン語を話す、またはスペイン語の知識があり、4年間バランガイ長を務めているプリンキパリアのメンバーは、誰でもゴベルナドルシーリョになることが可能である。それらの著名人の中には、メスティーソであり、旧カビデ（現在のカウィット）のゴベルナドルシーリョであったエミリオ・アギナルドがいる。プエブロの役人は熟達していた。植民地時代以前の高貴なクラスであるプリンキパリアから取られた彼らの名前は、デュレムデス、リンド、トゥパス、ガトマイタン、リワナグ、マリリン、パンギリナン、パンガニバン、バルデラス、ザバルテ、アグバヤニ、アパリソク、アギナルドなど、現代フィリピン社会の著名な家族によっていまだに残存している。

#### バリオ政府

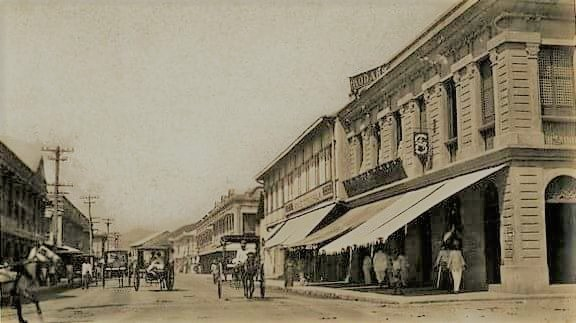
セブの古い通りの景色

すべてのバランガイはさらに「バリオ」に分割され、バリオ政府（村または地区）はバリオの管理者（cabeza de barangay）に基づいていた。彼は平和と秩序に責任があり、共同公共事業のために男性を募集し、バリオの税金を徴収した。カベサはスペイン語で読み書きができ、道徳的な性格で財産が多い必要がある。25年間勤めたカベサは、強制労働を免除された。 
また、「ミ・バリオ」と聞いた感想はここから生まれた。

#### The Residencia and the Visita
To check the abuse of power of royal officials, two ancient Castilian institutions were brought to the Philippines: the Residencia, dating back to the 5th century, and the Visita, which differed from the residencia in that it was conducted clandestinely by a visitador-general sent from Spain and might occur anytime within the official's term, without any previous notice. Visitas could be specific or general.

#### マウラ法
国内の地方自治体の法的基盤は、1893年5月19日のマウラ法の公布によって築かれた。その作成者である当時のスペイン植民地大臣のドン・アントニオ・マウラにちなんで名付けられたこの法律は、より効果的かつ自律的にすることを目的とし、フィリピンの町政府を再編成した。この法律によって、後にスペイン政府を継承したアメリカ政府とフィリピン政府によって採用、改訂、さらに強化されることになる地方自治体組織が創設された。

## 行政区画

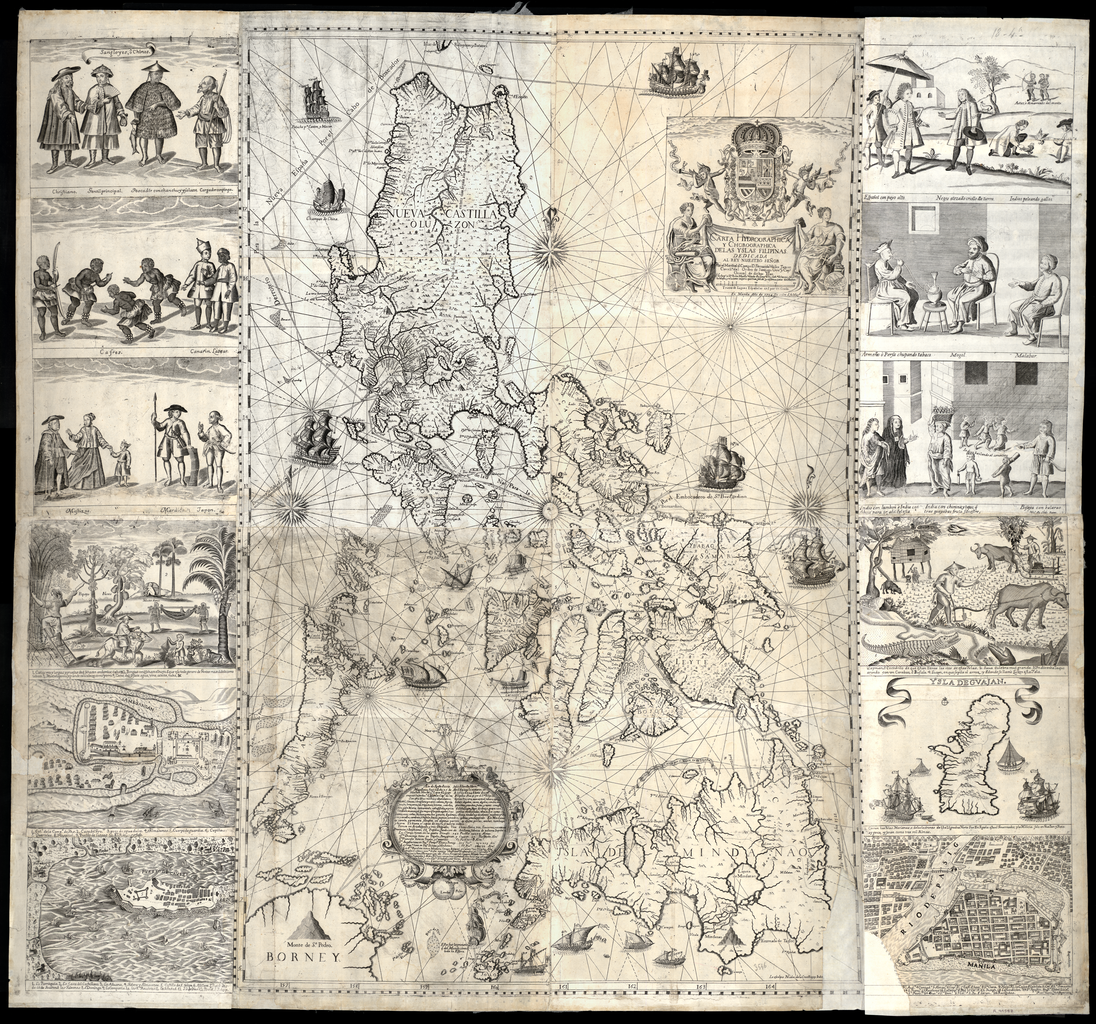
ベラルデ地図（マニラ、1734年）

18世紀後半まで、24つの州、19つのアルカルデ・マヨール、５つのコレヒミエントが存在した。

### コレヒミエント
- マリベレス
- カヴィテ
- ザンボアンガ
- ミンダナオ
- オゴトン

### アルカルデ・マヨール
- アルバイ
- カマリネス（後に分割される）
- タヤバス
- カガヤン
- イロコス（後に分割される）
- パンガシナン
- パンパンガ
- ブラカン
- トンド
- ラグナ
- バラヤン
- レイテ
- パナイ
- カラガ
- ネグロス
- カラミアン
- ミンドロ
- マリアナ
- セブ

### 後に設立された他の行政区
- サンバレス（パンガシナンから分離）
- バターン（1754年にマリべレスとパンパンガから分離）
- ヌエバ・エシハ（パンパンガから分離）
- ヌエバ・ヴィスカヤ（1839年にカガヤンから分離）
- 北イロコス（1818年にイロコスを2つに分割）
- 南イロコス（1818年にイロコスを2つに分割）
- 北カマリネス（1829年にカマリネスから2つに分割）
- 南カマリネス（1829年にカマリネスから2つに分割）
- サマール（レイテから分離）
- ミサミス（ミンダナオとセブから分離）
- イロイロ（パナイから分離）
- アンティーケ（パナイから分離）
- アブラ（1846年に南イロコスから分離）
- ヌエバ・ギプスコア（1847年にキャラガから分離）
- ティカオ、マスバテ（1846年にアルバイから分離）
- ラウニオン（1850年にパンガシナンと南イロコスから分離）
- アグノ川（英語版）下流地域（軍事拠点）

### 19世紀の間に設立

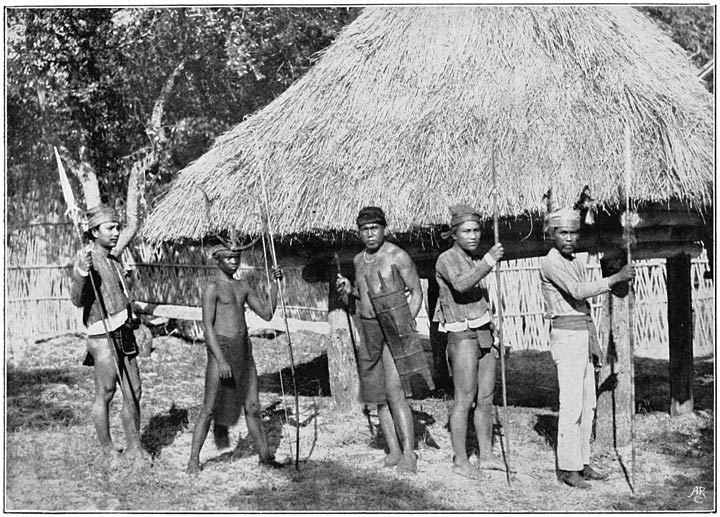
1900年ごろ、フィリピンのルソン島の人々の武器

1898年のフィリピン諸島における行政区画

19世紀の後半まで、次のような行政区が存在した。
- ルソン島（20行政区）：トンド、ブラカン、パンパンガ、サンバレス、パターン、ヌエバ・エシハ、ラウニオン、カビテ、ラグナ、バタンガス、パンガシナン、北イロコス、南イロコス、タヤバス、アブラ、カガヤン（バブヤン諸島を含む）、ヌエバ・ビスカヤ、アルバイ、北カマリネス、南カマリネス
- ミンドロ、マリンドゥケ、ルバン、イリン（1行政区）：ミンドロ
- バタン（1行政区）：バタン
- パナイ島（3行政区）：カピス、イロイロ、アンティケ
- ネグロス（1行政区）：ネグロス
- サマール（1行政区）：サマール
- レイテ（1行政区）：レイテ
- カラミアン（1行政区）：カラミアン
- セブ（1行政区）：セブ
- ミンダナオ（4行政区）：キャラガ、ミサミス、ザンボアンガ、ヌエバ・ギプスコア
- スールー
- ホロ
- マリアナ（1行政区）：マリアナ（グアム島のハガニアに首都）
- パラオ
- 小笠原諸島
- 南沙諸島
- カロリン諸島
- マーシャル諸島
- 特別地区（４）：ベンゲット、ティカオとマスバテ、コレヒドール指揮区、アグノ川（英語版）下流地域

アメリカは米西戦争の後スペイン植民地のほとんどを併合し、フィリピンにおけるスペインの支配は1898年に終了したが、行政管轄は変わらず維持された。太平洋に残った領土のほとんどは、1899年のドイツ・スペイン条約でドイツに売り渡された。

## 経済

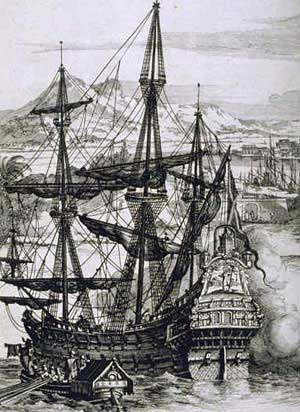
アカプルコ貿易で使われたマニラ・ガレオンのスケッチ

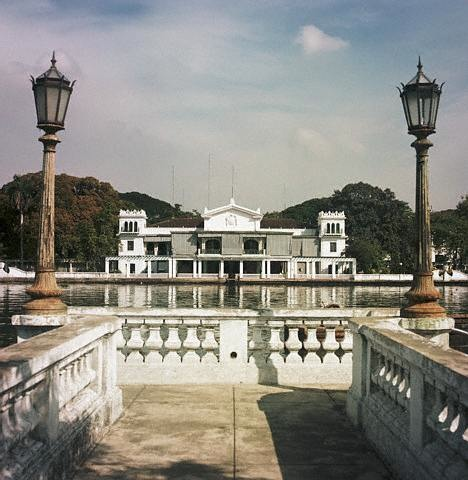
マラカニアン宮殿にはフィリピンの植民地政府の座席があった。

サンタ・ルチアの門は壁に囲まれた都市(イントラムロス)の門の１つである。マニラ。

### アカプルコ貿易（ガレオン貿易）
マニラはインディアス艦隊の西の中枢であり、マニラ・ガレオンはビコルとカヴィテに建てられた。フィリピンとスペインの間での貿易は、太平洋を経由してメキシコに（マニラからアカプルコ）、そしてカリブ海と大西洋を渡ってスペインに到達する（ベラクルスからカディス）、という形で行われた。17世紀から18世紀の間、マニラはアジア貿易の中心都市となった。中国、日本、ブルネイ、モルッカ諸島、さらにはインドからあらゆる種類の作物がマニラに送られ、アカプルコから持ち込まれた８レアルの銀で売られた。絹、磁器、香辛料、漆器や繊維製品を含むこれらの商品はアカプルコに送られ、そこからヌエバ・エスパーニャの他の地域、またペルー副王領やヨーロッパにも送られた。
最初の時期、アカプルコ貿易は植民地の主な収入源であった。貿易は1565年に開始され、19世紀初頭まで続けられた。アカプルコ貿易では、ヌエバ・エスパーニャからの銀を、中国の絹、モルッカ諸島の香辛料、日本の漆器やフィリピンの綿織物といった、アジア商品の購入に使用した。これらの商品はやがてヌエバ・エスパーニャに輸出され、最終的にはヨーロッパに送られた。こうして、フィリピンはアカプルコ貿易を通じて利益を得た。スペインにとって、アカプルコ貿易は本国とフィリピンを結び付けるものであった。
この貿易はフィリピンにとって多少の利益はあったものの、ほとんどは不利な影響を及ぼした。しかし、貿易はトマト、アボカド、グアバ、パパイア、パイナップル、馬といった新たな作物や動物をフィリピンにもたらすことに繋がる、アジアとアメリカの間での文化的、商業的貿易おいて結果を残した。これらは植民地にとって初めての実質的な収入をもたらした。この貿易は200年以上続き、1815年にアメリカがスペイン植民地を受け継いだ直前に終了した。

### 国友の王立協会
ホセ・デ・バスコ・イ・バルガスは、新しい有用なアイデアを生み出すことができる知識人の社会を形成するという王室の命令に従い、王立バスク協会のモデルの後に、スペイン王立経済友の会を正式に設立した。地元および外国の奨学金と農業の訓練助成金の第一人者で構成され、デザインアカデミーを設立した。また、1782年の水牛の禁止、銀細工職人と金のビーターギルドの設立、1825年のフィリピンでの最初の製紙工場の建設も認められた。1780年に導入され、1787年から1819年、1820年から1822年、そして1875年から1882年に一時的に消滅し、1890年代半ばに存在しなくなった。

### 王立フィリピン会社
1785年3月10日、スペイン国王カルロス3世は25年憲章で王立フィリピン会社を設立させた。ベネズエラの貿易を独占していたカラカスの王立ギプスコア会社を取り消した後、バスクに本拠を置く会社は、スペインへの喜望峰経由での発送の独占することだけでなく、中国とインドの商品のフィリピンへの輸入を独占することを認められた。オランダ人とイギリス人は、この会社をアジア貿易への直接の攻撃と見なしたため、ともに激しく反対した。 また、会社はそれを競争と見なしたアカプルコ貿易の業者（上記参照）に敵意を向けられた。このことは徐々に王立フィリピン会社（1814年）とアカプルコ貿易（1815年）の両方を停止に陥らせた。
フィリピン王立会社が最初に出航した船は、船長フアン・アントニオ・サバレタが指揮する「ヌエストラ・セニョーラ・デ・ロス・プラセレス」であった。

### 課税

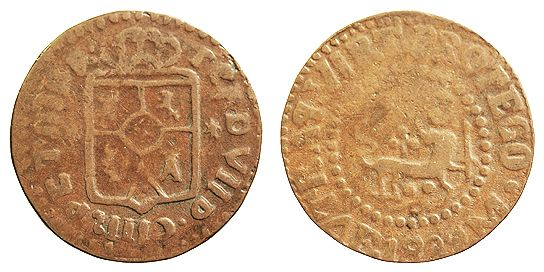
フェルナンド7世治世下のスペインの1829年、マニラで鋳造された通貨

また、バンダラ（脱穀された米の茎の丸いスタックを表すタガログ語のマンダラが由来）と呼ばれる毎年の強制販売や米などの商品の要求があった。関税と所得税も同様に徴収された。1884年までに、貢納物は個人文書に置き換えられ、18歳以上のすべての人が個人識別のための費用を支払う必要があった。地元のゴベルナドルシロが貢納物の取り立てを担当した。個人文書システムの下で納税者はスペイン当局に税金の支払いについて個別に責任を負い、個人文書の領収書を提示しなかったために逮捕された。
貢納物を渡す以外に、すべてのフィリピン人男性と16歳から60歳までの中国人移民は、「ポロ」と呼ばれる強制労働を行う義務があった。この労働は年間40日間続き、その後15日間に短縮された。労働は、道路や橋の建設や修理、公共の建物や教会の建設、森での材木の伐採、造船所での作業、軍事遠征での兵士としての役割など、さまざまな形態をとった。強制労働を行った人々は「ポリスタ」と呼ばれた。ポリスタはお金である「ファラ」を支払うことによって、労働を免除される可能性があった。ポリスタは法律に従って、彼らがしばしば受け取らなかった就業日の分の毎日の米の配給を与えられることになっていた。

## スペインの支配に対する抵抗

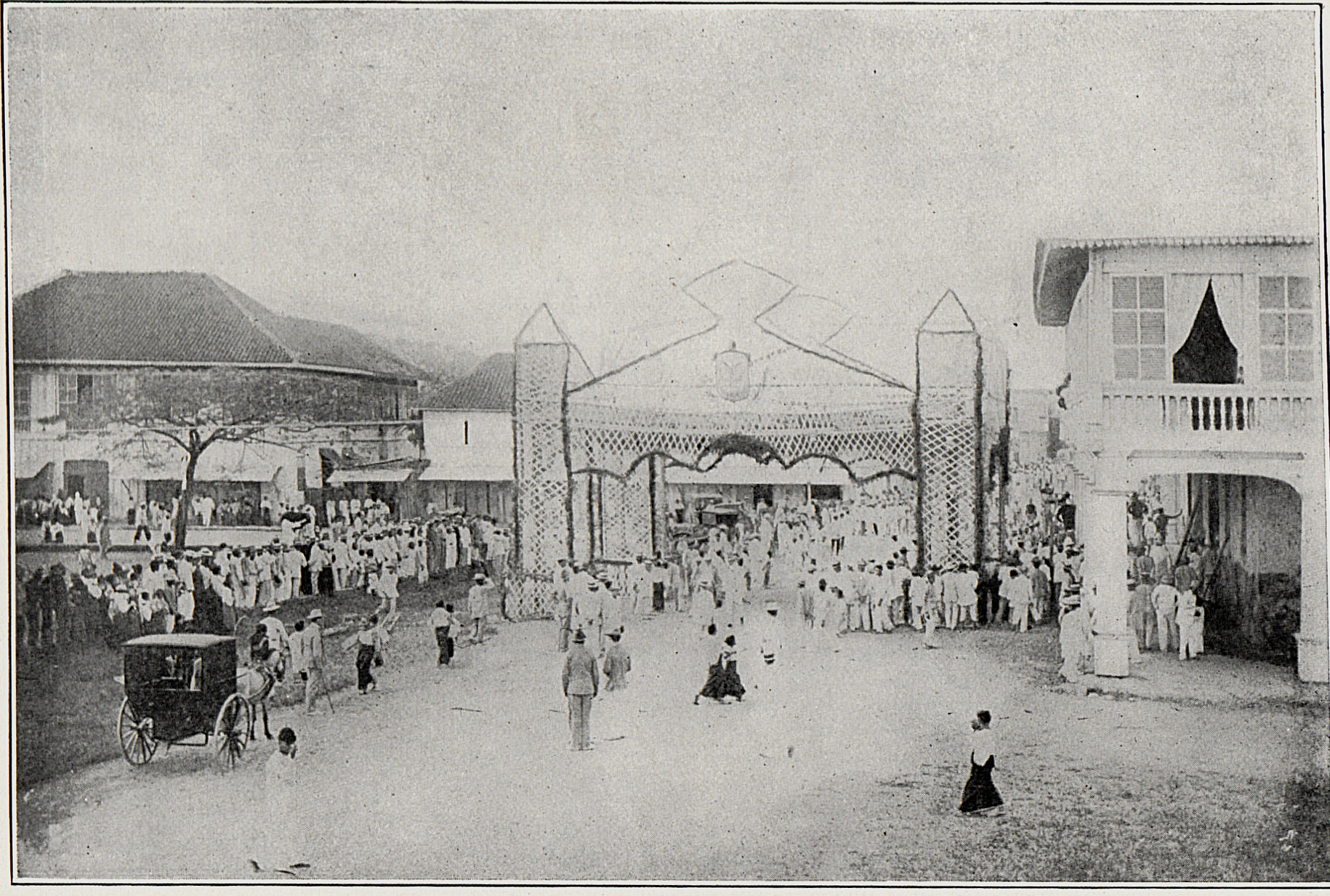
フィリピン、イロイロ市、ハロ区の町

スペインによるフィリピンの植民地支配は、先住民族の反逆やオランダ人、中国人、日本人やイギリス人の侵入によって常に脅かされていた。以前に有力だった集団はスペイン支配に抵抗し、税金の支払いを拒否したりスペインの行き過ぎた行為を退けた。1597年までに、全ての反抗勢力はスペインとその同盟のフィリピン人によって敗北した。多くの地域で、スペイン人は先住民族を離れて自分たちの業務を管理したが、スペイン人の支配下にあった。
創設以来、フィリピン総督領はヌエバ・エスパーニャ副王領の一部としてメキシコシティから統治されていた。しかし、メキシコが1821年に独立した後、フィリピンと他のスペイン領の太平洋の島々はマドリードから直接統治された。メキシコを経由する補給路と交易拠点の喪失は、スペイン政府にとって物流上の問題を引き起こし、フィリピンを孤立させ、効率的に統治することがより困難になった。

### 初期の抵抗
オーストロネシア系の都市が征服された後も、スペインへの抵抗はすぐには終息しなかった。セブのラジャ・パティスの後、一部の先住フィリピン人貴族がスペイン支配に抵抗した。統治中、スペイン政府は国中で数多くの反乱に直面した。その多くは鎮圧に成功したが、一部は反乱の指導者たちとの合意を通じて収束した。
スペイン人とモロ族の対立は数百年間続いた。1875年から1900年まででスペインはミンダナオ島とホロを征服し、スールー王国のモロはスペインの主権を公式に認めていた。
1762年から1764年にかけてイギリスがマニラを占領していた間、ディエゴ・シランはイギリスによりイロコス地方の統治者に任命された。しかし、彼は同じフィリピン人によって暗殺され、その後、彼の妻であるガブリエラ・シランがスペイン支配に対するイロカノ族の戦いを率い続けた。スペイン支配への抵抗は地域的な性格を持ち、民族集団に基づいて行われた。
ヒスパニゼーション（スペイン化）はルソン島北部の山岳地帯（一部地域は除く）や、ミンダナオ島の内陸部のコミュニティには広まらなかった。

### フリーメイソン

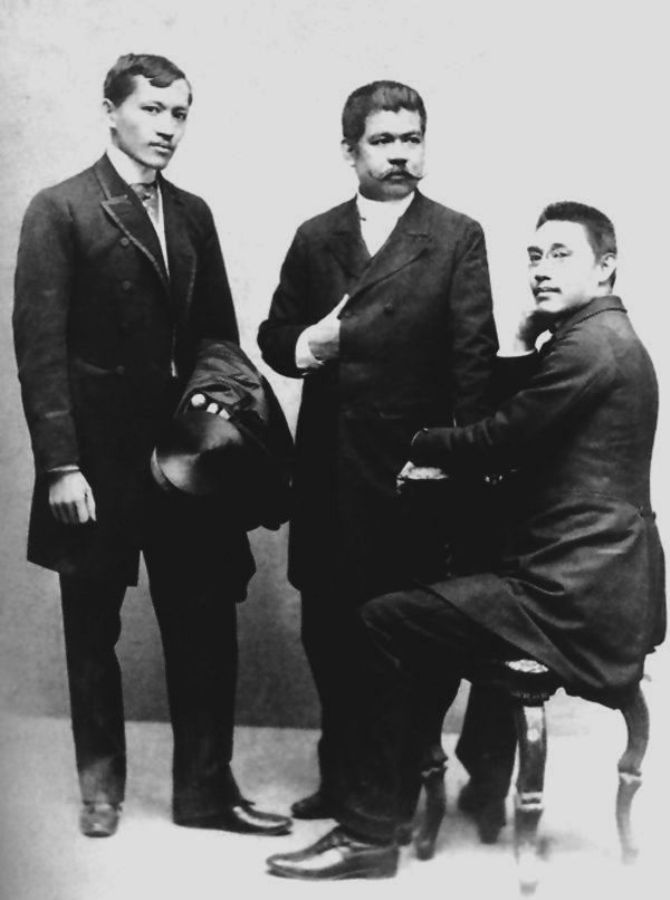
左から右にホセ・リサール、マルセロ・ヒラリオ・デル・ピラール、マリアノ・ポンセ

フリーメイソンは19世紀の間にヨーロッパとアメリカでたくさんの後継を得て、フィリピンへの道を見つけた。西洋世界は慌ただしく変わり、カトリック教会の政治介入の減少を求めた。
最初のフィリピン人のフリーメイソンのロッジは革命であった。それはグラシアーノ・ロペス・ハエナによってバルセロナで設立され、1889年の春に認められた。彼が1889年11月29日にワーシップフル・マスターから引退した後、長くは続かなかった。
1889年12月、マルセロ・ヒラリオ・デル・ピラールは最初のワーシップフル・マスターであるフリオ・A・ジョレンテの助けを借りて、マドリードにSolidaridadを設立した。少し時間が経った後、Solidaridadは成長し、ホセ・リサール、ペドロ・Serrano・ラクトー、Baldomero Roxasやガリカノ・アパシブルがメンバーになった。
1891年、デル・ピラールはフリーメイソンのロッジを建てるためにラクトーをフィリピンに送った。ラクトーは1892年1月6日に島内初のロッジであるNiladを建てた。1893年までで、フィリピンには35個のフリーメイソンのロッジがあり、その内９個はマニラにあったと推定されている。最初のフィリピン人のフリーメイソンはロザリオ・ビジャロエルであった。リサールの姉妹であるトリニダード（Trinidad）とJosefaやマリーナ・ディゾン、Romualda Lanuza、Purificación Leyvaなど、他にもたくさんの女性がフリーメイソンの運動に参加した。
フリーメイソンは改革運動を推進し、宣伝活動を行ったため、フィリピン独立革命の間重要だった。完全な革命を支持した人々の多くは、アンドレス・ボニファシオのようなフリーメーソンであった。実際ボニファシオがカティプナンに利用した組織の構成は、フリーメイソンの体制に由来したものである。フリーメイソンに参加することは、異なる見解を持っていたにも関わらず、改革派とカティプネロス（カティプナンのメンバー）の両者が共有した1つの活動であったと言えるだろう。